# Cacopsylla tuthilli
Cacopsylla tuthilli är en insektsart som först beskrevs av Caldwell 1939.  Cacopsylla tuthilli ingår i släktet Cacopsylla och familjen rundbladloppor. Inga underarter finns listade i Catalogue of Life.